# Максима (философия)
Ма́ксима (от лат. maxima — «высшее правило») — моральное правило или принцип поведения, для которого свойственна предельная общность и обязательность.
Максима часто носит педагогический характер и побуждает к конкретным действиям. Оксфордский философский словарь определяет её как простое, легко запоминающееся жизненное правило или установку; например, «в долг не бери и взаймы не давай». В другом примере приводятся строки из элегии Альфреда Теннисона «Локсли-холл» о небольшом наборе максим, которые мать вбивает в голову дочери. Таким образом, максимы обычно ассоциируют с «народным» или «хрестоматийным» подходом к морали.
В литературе максима является видом афоризма  — кратким изречением, близким к сентенции.

## Деонтологическая этика
В деонтологической этике, преимущественно в этике Иммануила Канта, максимы трактуются как личные (субъективные) принципы воли или действия, которые следует отличать от всеобщих (объективных) принципов — законов. Как правило, говоря о максимах, Кант всегда подразумевает стратегию действия. Иногда она обусловлена некими ограничивающими обстоятельствами, а иногда также указывает на результат, который нужно достичь. Так, максима в целом состоит из трёх компонентов: действие, условие и результат либо цель. Максиму действия часто называют намерением или мотивом человека (субъекта). В кантианской этике с помощью категорического императива максимы можно проверить на универсальность, чтобы определить, являются ли основанные на них действия правильными или допустимыми.
Категорический императив в своей первой формулировке гласит: «поступай только согласно такой максиме, руководствуясь которой ты в то же время можешь пожелать, чтобы она стала всеобщим законом».

В «Критике практического разума» Кант приводит следующий пример того, как применить к максиме критерий категорического императива или, другими словами, универсализировать максиму: 
Я, например, сделал себе максимой увеличить свое состояние всеми верными средствами. В данное время у меня имеется депозит, владелец которого умер и не оставил никакой расписки. … Итак, я применяю её [максиму] к настоящему случаю и спрашиваю: может ли она принять форму закона, стало быть, могу ли я посредством своей максимы установить также и такой закон: каждый может отрицать, что он принял на хранение вклад, если этого никто доказать не может? И я тотчас же обнаруживаю, что такой принцип, будучи законом, уничтожил бы сам себя, так как это привело бы к тому, что вообще никто не будет отдавать деньги на хранение.
 Кроме того, согласно Канту, действие субъекта имеет моральную ценность, только если максима, которой он руководствуется, основана «на интересе к соблюдению [морального] закона». То есть поступок человека считается нравственным, лишь когда он поступает правильно из уважения к своему долгу, а не в мимолётном душевном порыве. Кант считает, что невозможно узнать, имеет ли чьё-либо действие моральную ценность. Кому-то кажется, что он действовал исключительно из чувства долга, хотя на самом деле исходил из личного интереса: желания увидеть себя в благородном свете. Из этого следует, что субъекты не всегда лучше других оценивают собственные максимы или мотивы.

## Личные знания
Полимат Майкл Поланьи в своём отчёте о неявном знании подчёркивал важность максим в фокусировке как явных, так и неявных способов понимания: «Максимы — это правила, а их правильное применение — часть искусства, которым они управляют. … Максимы могут действовать только в рамках личного (то есть эмпирического) знания».